# 漢堡步兵師 (德國國防軍)
德國國防軍陸軍漢堡步兵師（德語：Infanterie-Division Hamburg）是納粹德國國防軍陸軍的一個步兵師。該師於1945年3月組建。
該師原稱第324步兵師（德語：324. Infanterie-Division），但不久改成漢堡步兵師。
該師組建後，一直在西線作戰。
該師最後於1945年4月在魯爾口袋被殲。

## 註腳
1. ↑  Mitcham（2007年）